# جولای دم‌بریده
جولای دم‌بریده (نام علمی: Brachycope anomala) نام یک گونه از تیره مرغ جولا است.